# Lukhulase
Lukhulase is een bestuurslaag in het regentschap Nias Utara van de provincie Noord-Sumatra, Indonesië. Lukhulase telt 1837 inwoners (volkstelling 2010).